# 葉聡明
葉 聡明（イェ・ツォンミン）は台湾の経営学者。専門分野は経営・ファイナンス。経営行動科学学会、日本経営財務研究学会、国際ビジネス研究学会に所属。経営行動科学学会では理論・方法研究部会長担当。
主に日本で活動を行っている。研究テーマは、企業の合併買収（M&A)、コーポレートガバナンス、経済効果の測定など。

## 学歴
- 国立政治大学　商学部　学士（商学）
- 筑波大学大学院 経営政策科学研究科 経営科学専攻　修士（経営科学）
- 筑波大学大学院 社会工学研究科 計量ファイナンス・マネジメント専攻 博士（経営学）

## 職歴
- 2002年 - 2003年 関西外国語大学留学生別科（専任講師）
- 2004年 清雲科技大学商学部（助理教授）
- 2005年 - 国際教養大学国際教養学部（専任講師）
- 2006年 - 筑波大学大学院 システム情報工学研究科（非常勤講師）

## 著作・出版
著書
- 『台湾のコーポレートガバナンスと企業価値』白桃書房(単著)2008年8月 ISBN 978-4-561264-90-3

論文
- "The Effects of Mergers and Acquisitions on Taiwanese Corporations" Review of Pacific Basin Financial Markets and Policies, Vol. 3, No. 2, 2000年6月　＜共著、星野靖雄．訳：「台湾企業の合併・買収による財務効果」＞
- "Shareholders' Wealth, Bank Control, and Large Shareholders - An Analysis of Japanese Mergers" 『経営財務研究』 Vol. 21 No. 2, 2001年12月　＜共著、星野靖雄．訳：「日本企業の大株主支配と合併・買収の株価効果」＞
- "Productivity and Operating Performance of Japanese Merging Firms: Keiretsu-related and Independent Mergers" Japan and the World Economy Vol. 14, No. 3, 2002年8月　＜共著、星野靖雄．訳：「日本企業の合併・買収の生産効率効果と系列の効果」＞
- "The Impact of M&A on the Shareholders' Wealth - From the Evidence of Taiwanese Corporations" The Developing Economies Vol. 40, No. 4, 2002年12月　＜共著、星野靖雄．訳：「台湾企業の合併・買収による株価効果」＞
- "Bank Directorship and Bidder's Returns in Japanese Takeovers" 『経営行動科学』第20巻2号　2007年6月　＜訳：「日本企業の銀行支配と合併・買収の株価効果」、2008年度経営行動科学学会学会賞（研究奨励賞）受賞＞
- 「台湾での秋田PRの現状と秋田の今後の課題に関する調査」『あきた経済』3月号　2007年3月（共著、山崎直也）
- 「秋田での台湾人観光客の経済効果」『AIU Global Review』　2008年号
- 「台湾企業の大株主支配、ディスクロージャーと企業価値に関する実証分析」『経営行動科学』第21巻、第2号2008年8月
- 「プロバスケットボールクラブ設立が地方都市にもたらす経済効果の推計―bjリーグクラブ 設立を目指す秋田県を事例として」『スポーツ産業学研究』Vol19 2009年（共著、加藤清孝）